# Muscoli peronei

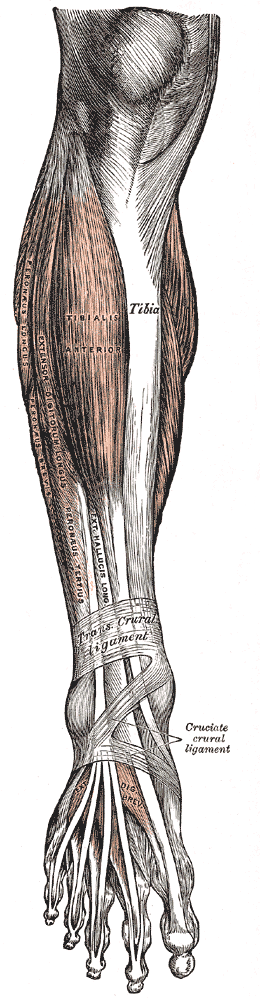
I muscoli della gamba visti dal davanti. I muscoli peronei sono indicati con i nomi latini "peroneus longus", "peroneus brevis" e "peroneus tertius"

Nell'anatomia umana i muscoli peronei , chiamati anche muscoli peronieri, sono un gruppo di muscoli della gamba situati nella sua parte antero-laterale. Vengono chiamati in tal modo in quanto si inseriscono sul perone (e sulle ossa metatarsali del piede).

## Anatomia
Essi sono:
- Muscolo peroneo lungo
- Muscolo peroneo breve
- Muscolo peroneo anteriore, detto anche terzo
- Muscolo peroneo quarto: con questo termine si fa riferimento alla presenza, incostante negli individui, di un ulteriore muscolo che ha origine dalla porzione distale laterale del Perone e può avere varie inserzioni, le più frequenti delle quali sono l'eminenza retrotrocleare del Calcagno, il V Metatarso, il tendine peroneale, il retinacolo laterale dell'anca, l'Osso cuboide. Generalmente la presenza di questo muscolo accessorio è asintomatica, sebbene talvolta possa determinare dolore per attrito del tendine del muscolo peroneo terzo sul solco retrocalcaneale.

Essi sono irrorati dall'arteria fibulare e tibiale anteriore.

### Funzioni
La loro funzione prevede flessione, abduzione e rotazione laterale del piede.